# Indigofera ramulosissima
Indigofera ramulosissima är en ärtväxtart som beskrevs av Takahide Hosokawa. Indigofera ramulosissima ingår i släktet indigosläktet, och familjen ärtväxter. Inga underarter finns listade i Catalogue of Life.